# Будинок губернатора (Чернігів)
Будинок губернатора та Будинок 1-ї чоловічої класичної гімназії, де навчалися та викладали видатні письменники, вчені та громадсько-політичні діячі — пам'ятка архітектури національного значення та пам'ятка історії місцевого значення у Чернігові . Наразі у будівлі розміщується Чернігівський обласний історичний музей імені Василя Тарновського.

## Історія
Постановою Ради Міністрів УРСР від 24.08.1963 року № 970 будинку надано статус пам'ятник архітектури національного значення з охоронним № 820 - як Губернаторський будинок .
Рішенням виконкому Чернігівської обласної ради народних депутатів трудящих від 31.05.1971 № 286 надано статус пам'ятник історії місцевого значення з охоронним № 48 — як Будинок колишньої 1-ї чоловічої класичної гімназії, де навчалися Гліб Успенський, Леонід Глібов, Микола Волкович, Іван Кочерга, Юрій Коцюбинський - видатні письменники, вчені та громадсько-політичні діячі.
Наказом Департаменту культури та туризму, національностей та релігій Чернігівської обласної державної адміністрації від 07.06.2019 року № 223 для пам'ятника історії використовується назва Будинок першої чоловічої класичної гімназії, де навчалися та викладали видатні письменники, науковці та громадсько-політичні діячі.
Будівля має власну «територію пам'ятника» та розташована у «комплексній охоронній зоні пам'яток історичного центру міста», згідно з правилами забудови та використання території. На будівлі встановлено інформаційну дошку.
Під час повномасштабного російського вторгнення в Україну під час вечірнього обстрілу Чернігова частково постраждала будівля: уламки від вибуху міни частково пошкодили фасад, вибиті вікна в кількох залах на другому та третьому поверхах. Один уламок влетів у вестибюль, де перебувала охорона. Врятувала металева частину вітража, тому уламок не потрапив всередину будівлі. Жоден експонат не постраждав.

## Опис
Будинок споруджено в 1804 році на замовлення генерал-губернатора Олексія Борисовича Куракіна за зразковим проєктом архітектора Андреяна Дмитровича Захарова в стилі російського класицизму. Побудована на Катеринівській вулиці (зараз Музейна).
Стоїть на території Чернігівського Валу. Фасад виходить на бік Гімназичного майдану, створеного пізніше - на початку 19 століття.
Кам'яний, 3-поверховий, прямокутний у плані будинок з виступами-ризалітами з боку двору. На невисокому рустованому стилобаті першого поверху розміщено шестиколонний портик тосканського ордену, який завершується горизонтальною лінією аттика.
Будинок служив резиденцією губернатора, потім був перенесений на Застриження. У період 1821 - 1919 років тут розміщувалася Чернігівська класична чоловіча гімназія, потім - Чернігівський історичний музей (1-й Радянський Український музей). У 1850-1854 роки було збудовано додатковий корпус пансіону з гімназічним спортзалом. У серпні 1941 року будинок згорів і було втрачено багато експонатів, зокрема, унікальна фреска зі Спасо-Преображенського собору — зображення святої Теклі. Після німецько-радянської війни будівля була відбудована і з 1951 року тут розміщувався Чернігівський зооветеринарний технікум, у період 1964-1975 років — Чернігівська філія Київського політехнічного інституту. У період 1975-1977 років будівля була реставрована, де розмістився Чернігівський обласний історичний музей імені Василя Тарновського.
Меморіальні дошки:
1. українському поетові Леоніду Івановичу Глібову – на будівлі гімназії, де працював
2. українському радянському драматургу Івану Антоновичу Кочерзі – на будівлі гімназії, де навчався (1891-1899) [3]
3. українському радянському державному та партійному діячеві Юрію Михайловичу Коцюбинському – демонтовано – на будівлі гімназії, де навчався (1906-1916) [4]
4. радянському воєначальнику, уродженцю Чернігівщини Віталію Марковичу Примакову – демонтовано – на будівлі гімназії, де навчався